# Тоффоли, Элиза
Эли́за То́ффоли (итал. Elisa Toffoli; род. 19 декабря 1977 года, Монфальконе) — итальянская певица и автор песен, выступающая под сценическим именем Эли́за. Её стиль сочетает элементы поп-музыки, рока, электроники и трип-хопа. Элиза сотрудничает с миланским лейблом Sugar Music, на котором она к настоящему времени выпустила семь студийных альбомов, один из которых достиг первой строчки в итальянском хит-параде, и восемь хитовых синглов. В 2001 году выиграла главный приз фестиваля Сан-Ремо с песней собственного сочинения Свет (итал. Luce).

## Биография
Элиза Тоффоли родилась в Монфальконе на севере Италии, с детства стала заниматься танцами и пением, брала уроки гитары и в раннем возрасте начала писать песни. В 14 лет она стала участницей группы Seven Roads, играющей блюз и рок, в 16 лет присоединилась к группе Blue Swing Orchestra. В то же время Элиза познакомилась с Катериной Казелли, которая помогла ей записать демонстрационный альбом и отправить его миланскому лейблу Sugar Music. В 18 лет Элиза отправилась в Сан-Франциско, где работала над своим дебютным синглом под руководством музыкального продюсера Коррадо Рустичи. 22 сентября 1997 года увидел свет её первый альбом Pipes & Flowers, ставший в Италии трижды платиновым. Музыку Элизы критики сравнили с творчеством Аланис Мориссетт и группы Sonic Youth. В октябре 1998 года Элиза отправилась в европейский тур с Эросом Рамаззотти.
Все последующие студийные альбомы Элизы неизменно входили в первую десятку итальянского хит-парада. В 2006 году она выпустила сборник хитов Soundtrack '96-'06, который разошёлся тиражом свыше 600 тысяч копий и стал самым продаваемым альбомом года в Италии. В октябре 2013 года Тоффоли выпустила свой первый полностью италоязычный альбом, получивший название L'anima vola.

## Личная жизнь
22 октября 2009 года Элиза родила ребёнка от Андреа Ригоната, гитариста в её группе. Девочку назвали Эмма Сесиль. 20 мая 2013 Элиза родила сына Себастьяна.

## Дискография

### Студийные альбомы
| Год  | Альбом             | Место в итальянском чарте |
| ---- | ------------------ | ------------------------- |
| 1997 | Pipes & Flowers    | 9                         |
| 2000 | Asile's World      | 5                         |
| 2001 | Then Comes the Sun | 10                        |
| 2003 | Lotus              | 2                         |
| 2004 | Pearl Days         | 2                         |
| 2009 | Heart              | 1                         |
| 2010 | Ivy                | 4                         |
| 2013 | L'anima Vola       | 1                         |
| 2018 | Diari Aperti       |                           |

### Сборники и концертные альбомы
| Год  | Альбом                               | Место в итальянском чарте |
| ---- | ------------------------------------ | ------------------------- |
| 2002 | Elisa (международный альбом)         | -                         |
| 2006 | Soundtrack '96-'06                   | 1                         |
| 2007 | Soundtrack Live '96-'06 — (cd + dvd) | 11                        |
| 2007 | Caterpillar (международный альбом)   | 34                        |
| 2008 | Dancing (только в США и Канаде)      | -                         |